# Zheng Yaowen
Zheng Yaowen (chiń. 郑耀文) – chiński dyplomata.
Były ambasador Chińskiej Republiki Ludowej w Republice Zimbabwe. Pełnił tę funkcję między kwietniem 1985 a maj 1988 roku. Był także ambasadorem w Królestwie Danii między listopadem 1991 a styczniem 1997. Jednocześnie pełnił funkcję ambasadora w Islandii od listopada 1991 do sierpnia 1995.